# Мюнсхаузен
Мюнсхаузен (люкс. Mënsbech, фр. Munshausen) — коммуна в Люксембурге, располагается в округе Дикирх. Коммуна Мюнсхаузен является частью кантона Клерво. В коммуне находится одноимённый населённый пункт.
Население составляет 1076 человек (на 2008 год), в коммуне располагаются 438 домашних хозяйств. Занимает площадь 25,57 км² (по занимаемой площади 31 место из 116 коммун). Наивысшая точка коммуны над уровнем моря составляет 548 м. (3 место из 116 коммун), наименьшая 283 м. (94 место из 116 коммун).

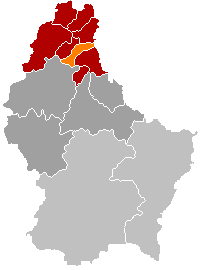
Оранжевый цвет - коммуна Мюнсхаузен, красный - кантон Клерво.